# Wolfdietrich Kalusche
Wolfdietrich Kalusche (* 27. Juli 1953 in Dresden) ist ein deutscher Architekt. Er ist seit 1996 Professor für Planungs- und Bauökonomie an der Brandenburgischen Technischen Universität Cottbus-Senftenberg. 

## Leben
Wolfdietrich Kalusche studierte Architektur an der Technischen Universität Berlin (Dipl.-Ing.) und Arbeits- sowie Wirtschaftswissenschaften an der Technischen Universität München (Dipl.-Wirtsch.-Ing.). Kalusche war wissenschaftlicher Mitarbeiter an der Universität Karlsruhe (TH) (ab 2009: Karlsruher Institut für Technologie) und wurde dort zum Dr.-Ing. promoviert. Er war in München und Berlin für ein Architekturbüro und einer Ingenieurgesellschaft für Baukostenplanung und Projektsteuerung tätig, insbesondere im Flughafen-, Büro- und Hotelbau.
1996 erhielt er einen Ruf als ordentlicher Universitätsprofessor für Planungs- und Bauökonomie an der Fakultät Architektur, Bauingenieurwesen und Stadtplanung der Brandenburgischen Technischen Universität Cottbus. 2003 hatte er eine Gastprofessur an der ETH Zürich inne.
Er ist seit 1997 Beiratsmitglied des Baukosteninformationszentrums Deutscher Architektenkammern GmbH in Stuttgart. Seit 2007 ist er Mitglied der Vertreterversammlung der Brandenburgischen Architektenkammer.
Wolfdietrich Kalusche ist zusammen mit Dietrich A. Möller Herausgeber und Autor der Fachbuchreihe Bauen und Ökonomie.

## Schriften
- mit Karlheinz Pfarr, Thomas Bock, Bernd Nentwig, Siegbert Keller, Dietrich A. Möller, Bernd Stolzenberg, Peter Richter, Volkhard Franz: Perspektiven am Beginn des neuen Millenniums. Universität Kassel 2000, ISBN 3-932698-15-0.
- (Hrsg.): Praxis, Lehre und Forschung der Bauökonomie. Festschrift zum 60. Geburtstag von Dietrich A. Möller. BKI Stuttgart 2005 (Autoren: Antonius Busch, Claus Jürgen Diederichs, Ulrich Elwert, Birgit Franz, Michael Hamann, Manfred Klinkott, Rolf Neddermann, Karlheinz Pfarr, Bernhard Rauch, Ewald Riering, Wolfgang Rösel, Rainer Schach, Walter Schäfer, Peter Schmieg, Clemens Schramm, Mario Widmann, Michael Ziege et al.)
- Projektmanagement für Bauherren und Planer. 2. Auflage. Oldenbourg, München 2005, ISBN 978-3-486-57773-0.
- mit Dietrich A. Möller: Planungs- und Bauökonomie. Band 1: Grundlagen der wirtschaftlichen Bauplanung. 5. Auflage. Oldenbourg, München 2006, ISBN 978-3-486-58171-3.
- mit Dietrich A. Möller: Planungs- und Bauökonomie. Band 2: Grundlagen der wirtschaftlichen Bauausführung. 5. Auflage. Oldenbourg, München 2008, ISBN 978-3-486-58589-6.
- mit Dietrich A. Möller: Übungsbuch zur Planungs- und Bauökonomie: Wirtschaftslehre für Bauherren und Architekten. 5. Auflage. Oldenbourg, München 2009, ISBN 978-3-486-59021-0.
- mit Uta Oelsner: Praxis der Planungs- und Bauökonomie. Oldenbourg, München 2009, ISBN 978-3-486-58965-8.